# Lijst van zoogdieren op Newfoundland
Dit is een lijst van zoogdieren die voorkomen op Newfoundland, een groot eiland voor de oostkust van Canada. Deze lijst houdt enkel rekening met landzoogdieren, niet met zeezoogdieren die in de kustwateren leven of de kust aandoen (zoals zeehonden).
Vanwege de vrij grote afstand tot het Canadese vasteland (minimaal 18 km in het uiterste noorden, elders meer dan 100 km), komt er slechts een klein aantal zoogdierensoorten van nature op Newfoundland voor. Het betreft historisch gezien slechts vijftien soorten, waaronder een ondertussen uitgestorven ondersoort. Verschillende van deze dieren behoren tot unieke ondersoorten die nergens anders ter wereld voorkomen. In de laatste decennia hebben echter nog twee hondachtigen op natuurlijke wijze hun verspreidingsgebied uitgebreid om ook Newfoundland te omvatten, met een derde soort (de ijsbeer) die enkel periodiek op het eiland voorkomt.
Sinds de Europese kolonisatie zijn er daarenboven tien zoogdierensoorten door mensen geïntroduceerd op het eiland. Het totale aantal extante Newfoundlandse landzoogdierensoorten komt zo dus, inclusief geïntroduceerde soorten, op 27. Dit in vergelijking met de circa 200 soorten die in Canada als geheel voorkomen.

## Extante inheemse soorten
| Wetenschappelijke naam  | Nederlandse naam        | Endemische ondersoort                   | Familie           | Afbeelding |
| ----------------------- | ----------------------- | --------------------------------------- | ----------------- | ---------- |
| Castor canadensis       | Canadese bever          | Nee (zie voetnoot)                      | Beverachtigen     |            |
| Myotis lucifugus        | Kleine bruine vleermuis | Nee                                     | Gladneuzen        |            |
| Myotis septentrionalis  | –                       | Nee                                     | Gladneuzen        |            |
| Lasiurus cinereus       | Grijze vleermuis        | Nee                                     | Gladneuzen        |            |
| Lepus arcticus          | Poolhaas                | Ja (Lepus arcticus bangsii)             | Hazen en konijnen |            |
| Lontra canadensis       | Rivierotter             | Misschien (zie voetnoot)                | Marterachtigen    |            |
| Lynx canadensis         | Canadese lynx           | Ja (Lynx canadensis subsolanus)         | Katachtigen       |            |
| Martes americana        | Amerikaanse marter      | Ja (Martes americana atrata)            | Marterachtigen    |            |
| Microtus pennsylvanicus | Graslandwoelmuis        | Ja (Microtus pennsylvanicus terranovae) | Cricetidae        |            |
| Mustela richardsonii    | Amerikaanse hermelijn   | Nee                                     | Marterachtigen    |            |
| Rangifer tarandus       | Kariboe                 | Nee                                     | Hertachtigen      |            |
| Ondatra zibethicus      | Muskusrat               | Ja (Ondatra zibethicus obscurus)        | Cricetidae        |            |
| Ursus americanus        | Amerikaanse zwarte beer | Ja (Ursus americanus hamiltoni)         | Beren             |            |
| Vulpes vulpes           | Vos                     | Ja (Vulpes vulpes deletrix)             | Hondachtigen      |            |

## Uitgestorven inheemse ondersoort
| Wetenschappelijke naam | Nederlandse naam | Familie      | Afbeelding |
| ---------------------- | ---------------- | ------------ | ---------- |
| Canis lupus beothucus  | Newfoundlandwolf | Hondachtigen |            |

## Natuurlijk binnengekomen of -komende soorten
| Wetenschappelijke naam                | Nederlandse naam | Opmerking | Familie      | Afbeelding |
| ------------------------------------- | ---------------- | --- | ------------ | ---------- |
| Canis lupus (Canis lupus labradorius) | Wolf             | Schijnbare gebiedsuitbreiding vanuit Labrador in de vroege 21e eeuw. Aanwezigheid van enkele individuen vastgesteld, maar nog geen vaststelling van voortplanting op het eiland.            | Hondachtigen |            |
| Canis latrans                         | Coyote           | Gebiedsuitbreiding vanuit Labrador in de late 20e eeuw. | Hondachtigen |            |
| Ursus maritimus                       | IJsbeer          | Komt in de late winter of vroege lente soms voor op Newfoundland, al reizend over het zee-ijs op de Labradorzee en Straat van Belle Isle. Heeft geen permanente aanwezigheid op het eiland. | Beren        |            |

## Door de mens geïntroduceerde soorten
| Wetenschappelijke naam                     | Nederlandse naam                 | Opmerking                                                                               | Familie           | Afbeelding |
| ------------------------------------------ | -------------------------------- | --------------------------------------------------------------------------------------- | ----------------- | ---------- |
| Alces alces                                | Eland                            | Geïntroduceerd in 1878 (met zeer beperkt succes) en opnieuw in 1904 (met groot succes). | Hertachtigen      |            |
| Lepus americanus                           | Amerikaanse haas                 | Geïntroduceerd circa 1860.                                                              | Hazen en konijnen |            |
| Mus musculus                               | Huismuis                         |                                                                                         | Muisachtigen      |            |
| Myodes gapperi (Clethrionomys gapperi)     | Noordelijke rosse woelmuis       |                                                                                         | Cricetidae        |            |
| Myodes glareolus (Clethrionomys glareolus) | Rosse woelmuis                   | Geïntroduceerd in 1967.                                                                 | Cricetidae        |            |
| Neovison vison                             | Amerikaanse nerts                | Geïntroduceerd voor bontteelt in 1934.                                                  | Marterachtigen    |            |
| Peromyscus maniculatus                     | Hertmuis                         |                                                                                         | Cricetidae        |            |
| Rattus norvegicus                          | Bruine rat                       |                                                                                         | Muisachtigen      |            |
| Sorex cinereus                             | Amerikaanse gemaskerde spitsmuis |                                                                                         | Spitsmuizen       |            |
| Tamias striatus                            | Oostelijke wangzakeekhoorn       | Geïntroduceerd in 1962.                                                                 | Eekhoorns         |            |
| Tamiasciurus hudsonicus                    | Amerikaanse rode eekhoorn        | Geïntroduceerd in 1963.                                                                 | Eekhoorns         |            |